# Сан Ђиљан
Сан Ђиљан (малт. San Ġiljan), познатије Сен Џулијенс (енгл. St. Julian's), је значајно насеље на Малти. Сан Ђиљан је истовремено и једна од 68 општина у држави.
Сен Џулијенс је најпознатије приморско туристичко одредиште на Малти.

## Природни услови
Насеље Сан Ђиљан смештено је на северној обали острва Малта и удаљено је од главног града Валете 10 километара западно.
Насеље се развило на северној обали, на месту где иначе неразуђена малтешка обала прави неколико малих залива. Захваљајући томе овде се развило насеље ослоњено на море (некад поморство, данас туризам). Подручје града је веома мало - 1,6 км², са покренутим тереном (0-50 м надморске висине).

## Историја
Подручје Сан Ђиљана било је насељено још у време праисторије и било је активно у старом и средњем веку, али није имало већи значај до 19. века.
Почетком 19. века тадашње мало рибарско село открили су намесници Велике Британије на Малти као место за одмор. Међутим, прави развој насеља у туристичко одредиште почео је почетком 20. века.
Сан Ђиљан је веома страдао од нацистичких бомбардовања у Другом светском рату, али је после тога обновљен.

## Становништво
Становништво Сан Ђиљана је по проценама из 2008. године бројало нешто преко 7,7 хиљада становника, од чега је значајан број људи са Запада, некадашњих туриста.

## Знаменитости
Сан Ђиљан је средиште туризма на Малти. Град има неколико омањих марина у заливима и дуг кеј са бројним зградама и палатама из времена британске владавине.

## Галерија слика
- Марина у Сан Ђиљану
- Приобаље у Сан Ђиљану
- Стари део насеља
- Детаљ из старе луке